# Kirche Geitelde

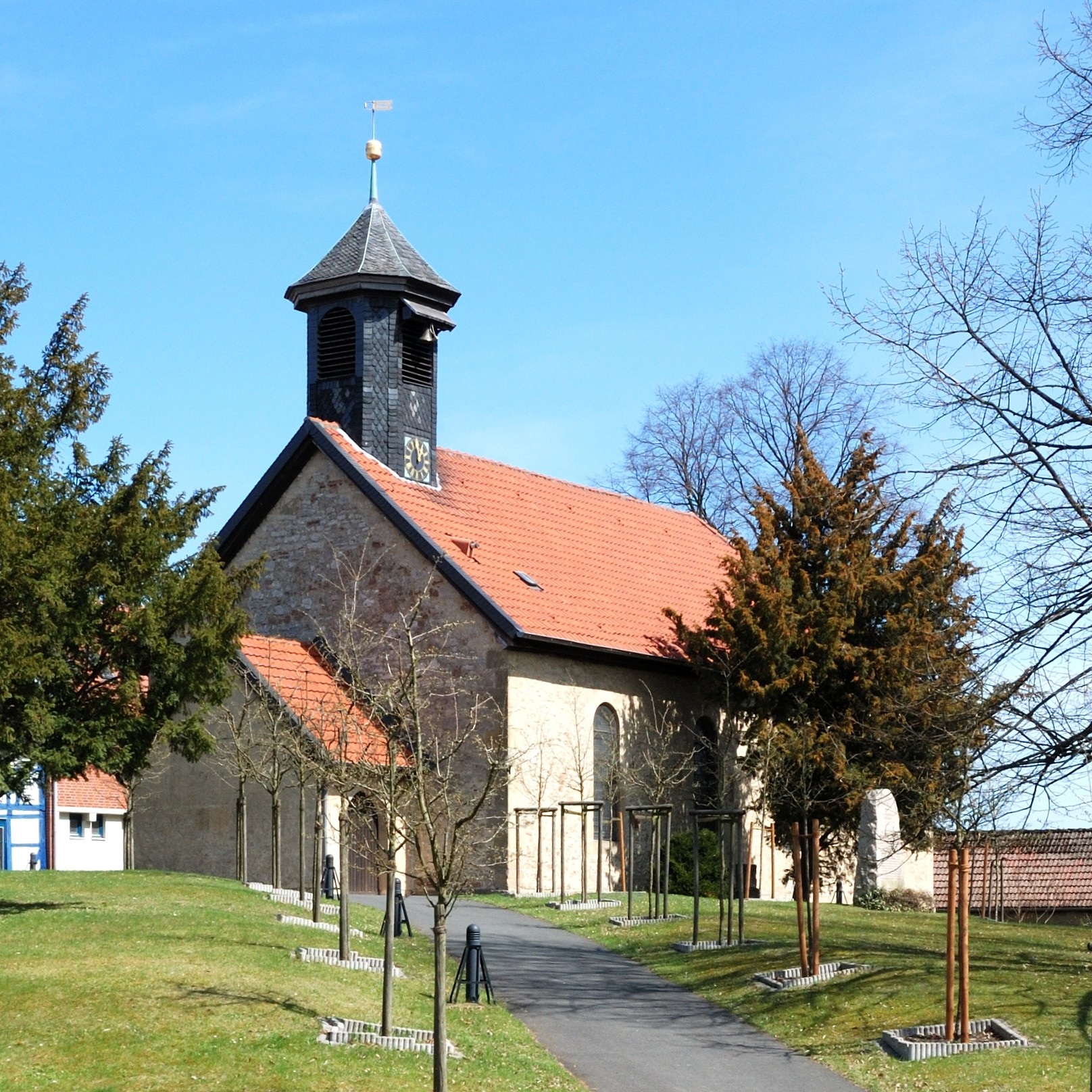
Kirche Geitelde

Die evangelisch-lutherische, denkmalgeschützte Kirche Geitelde steht in Geitelde, das zum Stadtbezirk Timmerlah-Geitelde-Stiddien von Braunschweig in Niedersachsen gehört. Die Kirchengemeinde gehört zur Propstei Vechelde in der Evangelisch-Lutherischen Landeskirche in Braunschweig.

## Beschreibung
Die kleine Saalkirche wurde nach einem Entwurf von H. L. Rothermundt 1806–08 erbaut. Aus dem Satteldach erhebt sich im Westen ein schiefergedeckter Dachreiter. Der Vorbau im Westen mit dem Portal wurde 1979/82 erneuert. Die hufeisenförmige Empore steht auf hölzernen, kannelierten dorischen Säulen. Zur Kirchenausstattung gehören ein klassizistischer Kanzelaltar und ein Taufbecken von 1750. Die Orgel mit elf Registern, verteilt auf ein Manual und Pedal, wurde 1863 von Johann-Georg Breust gebaut und 2019 von Jörg Bente restauriert.